# Lurate Caccivio
Lurate Caccivio est une commune italienne d'environ 9 700 habitants (2020) située dans la province de Côme dans la région Lombardie.

## Administration
| Période                                  | Période   | Identité          | Étiquette                              | Qualité |
| ---------------------------------------- | --------- | ----------------- | -------------------------------------- | ------- |
| juin 1999                                | juin 2004 | Giuseppe Fogliani | centre                                 |         |
| juin 2004                                | juin 2009 | Emilio Botta      | Liste civique                          |         |
| juin 2009                                | mai 2014  | Rocco Palamara    | Le Peuple de la liberté                |         |
| mai 2014                                 | mai 2019  | Anna Gargano      | Liste civique "Vivere Lurate Caccivio" |         |
| mai 2019                                 | En cours  | Anna Gargano      | Liste civique "Vivere Lurate Caccivio" |         |
| Les données manquantes sont à compléter. |           |                   |                                        |         |

### Hameaux
Lurate, Caccivio, Castello

### Communes limitrophes
Appiano Gentile, Beregazzo con Figliaro, Bulgarograsso, Gironico, Olgiate Comasco, Oltrona di San Mamette, Villa Guardia

## Jumelages
- Cerchiara di Calabria (Italie)
- Fusine (Italie)